# National Socialistisk Arbejder Parti
National Socialistisk Arbejder Parti (NSAP) var ett danskt politiskt parti, som grundades 31 oktober 1935 av Aage H. Andersen. Andersen hade tidigare samma år kandiderat för Danmarks Nationalsocialistiske Arbejderparti. Han hade dock uteslutits för sin radikala syn på judefrågan.
En av de ledande medlemmarna av partiet var Olga Eggers, som var en av redaktörerna för partitidningen Kamptegnet. Under år 1941 inledde partiet ett samarbete med DNSAP och den 31 oktober 1943 upphörde partiet i praktiken, då de ledande medlemmarna anslöt sig till Dansk Antijødisk Liga.

### Översättning
Den här artikeln är helt eller delvis baserad på material från danskspråkiga Wikipedia.